# Anne W. Armstrong
Pour les articles homonymes, voir Armstrong.
Ne doit pas être confondu avec Anne Armstrong.
Œuvres principales
- This Day and Time (1930)

Anne Wetzell Armstrong, née le 20 septembre 1872 à Grand Rapids (Michigan) et morte le 17 mars 1958 à Abingdon (Virginie), est une romancière et femme d'affaires américaine. Elle est principalement connue pour son roman This Day and Time (1930), un récit de la vie d'une communauté rurale des Appalaches. Outre son activité littéraire, elle est également une pionnière féminine du monde des affaires. Elle est ainsi la première femme à donner des conférences devant la Harvard Business School et la Tuck School of Business du Dartmouth College  au début des années 1920.

## Biographie
Née Anne Audubon Wetzell, elle déménage dans les années 1880 avec sa famille à Knoxville (Tennessee), où son père exploite une entreprise de bois. Elle étudie au Mount Holyoke College, où elle écrit pour le journal de l'école, puis fréquente l'université de Chicago. Elle revient à Knoxville en 1892, et épouse Leonard T. Waldron. Ils ont un fils, avant leur divorce en 1894. En 1905, elle se remarie avec Robert F. Armstrong et devient la belle-sœur d'Adelia Armstrong Lutz.
Elle publie son premier roman, The Seas of God, en 1915. En 1918, elle est embauchée comme directrice du personnel au sein de la Compagnie nationale de la ville de New York. Plus tard, elle rend compte de ces débuts professionnels dans un article intitulé « A Woman in Wall Street by One », publié dans The Atlantic Monthly en 1925. En 1919, elle devient directrice adjointe pour les relations industrielles chez Kodak, occupant ce poste jusqu'en 1923. Dans la seconde moitié des années 1920, elle publie plusieurs articles dans Harper's Monthly et The Atlantic Monthly, au sujet du rôle émergent des femmes dans le monde des affaires.
À la fin des années 1920, elle prend sa retraite et déménage dans la communauté de Big Creek, dans le comté de Sullivan (Tennessee), dont elle s'inspire pour son roman publié en 1930, This Day and Time. Au cours de cette même période, elle entame une correspondance avec l'auteur Thomas Wolfe et commence à écrire son autobiographie, Of Time and Knoxville, dont une partie est publiée sous le titre The Branner House dans The Yale Review en 1938. Trois des lettres adressées par Thomas Wolfe à Anne W. Armstrong ont été publiées en 1956 sous le titre The Letters of Thomas Wolfe.
Dans les années 1940, la Tennessee Valley Authority achève la construction du barrage de South Holston (en), inondant la communauté de Big Creek. Anne W. Armstrong déménage alors dans divers endroits du sud-est des États-Unis, avant de s'installer à Abingdon (Virginie). Elle vit au Barter Inn d'Abingdon jusqu'à sa mort, en 1958.

## Œuvre littéraire
Le premier roman d'Anne W. Armstrong, The Seas of God, raconte l'histoire d'une jeune femme, Lydia Lambright, et sa lutte pour survivre comme mère célibataire au milieu des contraintes morales de la société victorienne. L'histoire commence à Kingsville, une ville fictive du sud (calquée sur Knoxville), où le père mourant de Lydia, un professeur, est mis à l'écart pour avoir enseigné la théorie de l'évolution. Amère face à ce qui arrive à son père, elle quitte Kingsville et finit par se retrouver à New York. Une liaison illicite avec un homme marié la fait tomber enceinte et elle sombre ensuite progressivement dans la pauvreté. Incapable de trouver un emploi rémunérateur, elle devient prostituée et, alors que sa situation financière s'améliore, elle se débat avec ce qu'elle juge être une existence inutile.
Son deuxième roman, This Day and Time, se déroule dans une communauté rurale des Appalaches au début du XXe siècle, principalement dans la région de Big Creek, où elle a elle-même vécu. L'histoire se concentre sur Ivy, une femme qui retourne à une vie agricole de subsistance après avoir passé plusieurs années désagréables comme salariée dans une ville voisine. Les personnages d'Anne W. Armstrong parlent dans un dialecte des Appalaches et le livre aborde de nombreux aspects de la vie rurale de la région au début du XXe siècle, comme les coutumes funéraires et agricoles et la vie dans une ville forestière.
Quant à ses articles sur le monde des affaires, ils sont généralement axés sur le statut grandissant des femmes qu'y prennent les femmes de l'époque. Dans son article de 1927 « Are Business Women Getting a Square Deal ? », elle retrace l'acceptation progressive des femmes dans le domaine salarial, des années 1880 à la période d'après-guerre. Dans l'article publié en 1928 et intitulé « Have Women Changed Business ? », elle déplore que les femmes d'affaires n'aient pas réussi à rendre cet univers plus éthique, progressant en deçà des objectifs définis par des personnalités comme Nellie Tayloe Ross. Enfin, dans « Seven Deadly Sins of Women in Business », elle conseille aux femmes de ne pas essayer d'imiter les hommes, dans leur tenue comme dans leurs manières, mais plutôt de se concentrer sur ce que leur nature féminine peut apporter au monde du travail.

## Publications

### Livres
- The Seas of God (1915)
- This Day and Time (1930)
- Of Time and Knoxville: Fragment of an Autobiography (non publié, le manuscrit est conservé; typescript on file at East Tennessee State University (en))[12]

### Articles
- « A Woman in Wall Street by One » (The Atlantic Monthly, août 1925)
- « Seven Deadly Sins of Women in Business » (Harper's Monthly, août 1926)
- « Uneasy Business » (The Atlantic Monthly, janvier 1927)
- « Fear in Business Life » (Harper's Monthly, avril 1927)
- « Are Business Women Getting a Square Deal ? » (The Atlantic Monthly, juillet 1927)
- « Business Bourbons » (Virginia Quarterly Review, avril 1928)
- « Have Women Changed Business ? » (Harper's Monthly, décembre 1928)
- « The Southern Mountaineers » (Yale Review, mars 1935)
- « A Writer's Friends » (The Atlantic Monthly, juin 1935)
- « The Branner House » (Yale Review, mars 1938)
- « Romantic Cook-Book » (Yale Review, décembre 1939)
- « As I Saw Thomas Wolfe » (Arizona Quarterly, été 1946)
- « Fashions in Grandmothers » (Saturday Review of Literature, 21 décembre 1946)

## Sources
- (en) Cet article est partiellement ou en totalité issu de l’article de Wikipédia en anglais intitulé « Anne W. Armstrong » (voir la liste des auteurs).